# Diocèse de Jinotega
Le diocèse de Jinotega (en latin : Dioecesis Xinotegana ; en espagnol : Diócesis de Jinotega) est un diocèse de l'Église catholique du Nicaragua, suffragant de l'archidiocèse de Managua.

## Territoire
Le diocèse comprend le département de Jinotega avec un territoire d'une superficie de 9 755 km2 divisé en 32 paroisses. L'évêché est à Jinotega où se trouve la cathédrale saint Jean-Baptiste.

## Histoire
La prélature territoriale de Jinotega est érigé le 18 juin 1982 par la constitution apostolique Libenti quidem animo du pape Jean-Paul II en prenant sur le territoire du diocèse de Matagalpa.
Le 30 avril 1991, le même pape élève la prélature au rang de diocèse par la constitution apostolique Quod Praelatura Xinotegana.

## Évêques
- Pedro Lisímaco de Jesús Vílchez Vílchez (1982-2005)
- Carlos Enrique Herrera Gutiérrez, O.F.M (2005- )